# Кубок валлійської ліги з футболу 2005—2006
Кубок валлійської ліги 2005–2006 — 14-й розіграш Кубка валлійської ліги. Переможцем вдруге став Тотал Нетворк Солюшнс.

## Календар
| Раунд            | Дата                          | Матчі | Клуби   |
| ---------------- | ----------------------------- | ----- | ------- |
| Попередній раунд | 13 серпня 2005                | 2     | 18 → 16 |
| 1/8 фіналу       | 20 серпня - 13 вересня 2005   | 8     | 16 → 8  |
| 1/4 фіналу       | 20 вересня - 5 жовтня 2005    | 4     | 8 → 4   |
| 1/2 фіналу       | 15 листопада - 20 грудня 2005 | 4     | 4 → 2   |
| Фінал            | 30 квітня 2006                | 1     | 2 → 1   |

## Попередній раунд
| Команда 1              | Рахунок | Команда 2      |
| ---------------------- | ------- | -------------- |
| 13 серпня 2005         |         |                |
| Кардіфф Гранж Арлекінс | 1:0     | Карнарвон Таун |
| Кевн Друїдс            | 2:5     | Ейрбас         |

## 1/8 фіналу
| Команда 1        | Рахунок | Команда 2              |
| ---------------- | ------- | ---------------------- |
| 20 серпня 2005   |         |                        |
| Кайрсус          | 1:3     | Кардіфф Гранж Арлекінс |
| Коннас-Кі Номадс | 0:3     | Ньютаун                |
| Кумбран Таун     | 1:0     | Гейверфордвест Каунті  |
| Лланеллі         | 3:0     | Аберіствіт Таун        |
| Портмадог        | 2:3     | Ейрбас                 |
| Порт-Толбот Таун | 1:0     | Кармартен Таун         |
| 22 серпня 2005   |         |                        |
| Велшпул Таун     | 0:2     | Тотал Нетворк Солюшнс  |
| 13 вересня 2005  |         |                        |
| Бангор Сіті      | 2:4 дч  | Ріл                    |

## 1/4 фіналу
| Команда 1             | Рахунок | Команда 2              |
| --------------------- | ------- | ---------------------- |
| 20 вересня 2005       |         |                        |
| Порт-Толбот Таун      | 2:1 дч  | Кумбран Таун           |
| 21 вересня 2005       |         |                        |
| Лланеллі              | 5:2 дч  | Кардіфф Гранж Арлекінс |
| Портмадог             | 2:3     |                        |
| 4 жовтня 2005         |         |                        |
| Тотал Нетворк Солюшнс | 6:1     | Ньютаун                |
| 5 жовтня 2005         |         |                        |
| Ейрбас                | 3:2 дч  | Ріл                    |

## 1/2 фіналу
| Команда 1                   | Заг.         | Команда 2             | 1-й матч | 2-й матч |
| --------------------------- | ------------ | --------------------- | -------- | -------- |
| 15/23 листопада 2006        |              |                       |          |          |
| Порт-Толбот Таун            | 1:1 пен. 7:6 | Лланеллі              | 0:1      | 1:0      |
| 29 листопада/20 грудня 2006 |              |                       |          |          |
| Ейрбас                      | 1:4          | Тотал Нетворк Солюшнс | 1:2      | 0:2      |

## Фінал
| 30 квітня 2006 |

| Порт-Толбот Таун | 0:4 | Тотал Нетворк Солюшнс       |
| ---------------- | --- | --------------------------- |
|                  |     | Вард 7' Вайлд 16', 61', 84' |

| Парк Авеню, Абериствіт Глядачів: 358 Арбітр: Рей Еллінгем |